# علي غاتي
علي غاتي مغني وكاتب أغاني عراقي كندي. أغنيته لعام 2019 «إتس يو» تصدرت في جميع أنحاء العالم، حيث كانت في المركز الأول على بيلبورد هوت 100 ووصلت إلى التوب 30 في أستراليا وكندا وأيرلندا والسويد والتوب 10 في نيوزيلندا وألمانيا.

## حياته
ولد علي غاتي لأبوين عراقيين في اليمن عام 1997. انتقلت عائلته إلى أبو ظبي قبل أن يستقرون في تورونتو، كندا. نشأ وهو يستمع إلى إد شيران وجيه. كول وفرانك أوشن الذين أثروا في موسيقاه.

## مسيرته
بدأ غاتي، الذين يديرون أعماله Sal&CO منذ مايو 2020، ممارسة مهنة الموسيقى في سن 18 وبدأ تسجيل الموسيقى في عام 2016. تسبب هذا القرار لاحقاً في تركه الجامعة حيث كان يدرس إدارة الأعمال. في عام 2017، فاز في مسابقة RhymeStars عبر الإنترنت التي استضافها جو بودين. بعد إصداره سلسلة من الأغاني المنفردة في عام 2018، تعاقد مع شركة وارنر ريكوردز. كانت أغنية «مون لايت» أول نجاح تجاري له، حيث حصدت ما يقرب من 14 مليون مشاهدة على يوتيوب. ومع ذلك، أصبحت أغنية «إتس يو» التي صدرت في يونيو 2019 هي أشهر أغنية له؛ واعتباراً من ديسمبر 2019، تجاوزت الأغنية 650 مليون ستريمنغ. في 8 نوفمبر 2019، أصدر غاتي ألبومه الأول يو. ورافق الألبوم فيلم مدته 12 دقيقة تضمن سبع أغنيات جديدة. في يناير 2020 أصدر أغنية «ماذا لو أخبرتك أنني أحبك» وأصبح مقطع الأغنية منتشراً في تطبيق تيك توك، حيث جمع أكثر من 20 مليون تفاعل. وقد وصفتها رولينغ ستون بأنها «أغنية ربيعية منعشة ومنسمة وسريعة» وبلغت ذروتها في المركز 36 على مخطط مبيعات الأغاني الرقمية الكندية الساخنة في بيلبورد.

## ديسكوغرافيا

### الألبومات المصغرة
| الاسم            | معلومات                                                                                   | المركز في المخططات | المركز في المخططات | المركز في المخططات | المركز في المخططات | المركز في المخططات |
| الاسم            | معلومات                                                                                   | كندا               | نرويج              | أمريكا             | أمريكا (هيت)       | أمريكا (آر أند بي) |
| ---------------- | ----------------------------------------------------------------------------------------- | ------------------ | ------------------ | ------------------ | ------------------ | ------------------ |
| يو               | - تاريخ الإصدار: 8 نوفمبر 2019 - شركة الإنتاج: ليسن، وارنير - الصيغة: تحميل رقمي، ستريمنغ | 32                 | 40                 | 123                | 6                  | 17                 |
| ذا آيديا أوف هير | - تاريخ الإصدار: 26 مارس 2021 - شركة الإنتاج: ليسن، وارنير - الصيغة: تحميل رقمي، ستريمنغ  | 59                 | —                  | —                  | 14                 | —                  |

### الأغاني المفردة
| الاسم                      | السنة | المركز في المخططات | المركز في المخططات | المركز في المخططات | المركز في المخططات | المركز في المخططات | المركز في المخططات | المركز في المخططات | المركز في المخططات | المركز في المخططات | المركز في المخططات | شهادة المبيعات | الألبوم          |
| الاسم                      | السنة | كندا               | أستراليا           | ألمانيا            | أيرلندا            | نرويج              | نيوزيلاندا         | سويد               | سويسرا             | بريطانيا           | أمريكا             | شهادة المبيعات | الألبوم          |
| -------------------------- | ----- | ------------------ | ------------------ | ------------------ | ------------------ | ------------------ | ------------------ | ------------------ | ------------------ | ------------------ | ------------------ | --- | ---------------- |
|                            |       | —                  | —                  | —                  | —                  | —                  | —                  | —                  | —                  | —                  | —                  | - إم سي: بلاتنيوم - آر آي أي أي: ذهبي                                                                                   | يو               |
| "إنه أنت"                  | 2019  | 25                 | 15                 | 72                 | 24                 | 17                 | 10                 | 27                 | 21                 | 45                 | 70                 | - أي أر آي أي: 2× بلاتنيوم - آي إف بي آي: بلاتنيوم - إم سي: 2× بلاتنيوم - آر إم إن زي: بلاتنيوم - آر آي أي إم: بلاتنيوم | يو               |
| "ماذا لو أخبرتك أنني أحبك" | 2020  | 34                 | 46                 | 8                  | 49                 | 16                 | —                  | 29                 | 4                  | 57                 | 95                 | - أي أر آي أي: ذهبي - آي إف بي آي: ذهبي                                                                                 | أغاني بدون ألبوم |
| "رنينغ أون ماي مايند"      | 2020  | 92                 | —                  | 89                 | —                  | —                  | —                  | —                  | 47                 | —                  | —                  | | أغاني بدون ألبوم |